# Incendie du pipeline de Putra Heights
 (avril 2025).
L’incendie du pipeline de Putra Heights survient le 1er avril 2025 lorsqu'un incident industriel majeur se produit à Putra Heights (en), à Subang Jaya, dans l'État de Selangor, en Malaisie. Une fuite d'un gazoduc Petronas provoque une explosion et un important incendie. L'incendie, qui se déclare au petit matin, au deuxième jour des célébrations de l'Aïd el-Fitr, provoque des flammes atteignant jusqu'à 30 mètres de haut. 305 personnes sont hospitalisées et des évacuations d'urgence sont nécessaires dans le quartier résidentiel environnant, dans un rayon d'environ 290 mètres,.